# Club de Fútbol Santomera
El Club de Fútbol Santomera es un equipo de fútbol español localizado en Santomera, Murcia. Fundado en 1948, actualmente juega en la Tercera RFEF en el grupo XIII. Disputa los partidos como local en el Estadio el Limonar, con una capacidad de 3.000 espectadores.
A partir de la temporada 2024-25 jugará en Tercera Federación Grupo XIII al quedar primero en la temporada 2023-2024 subiendo a Preferente y adquirir los derechos de la plaza del descendido administrativamente Racing Cartagena Mar Menor. 

## Temporadas
| Temporada | División | Posición | Copa del Rey |
| --------- | -------- | -------- | ------------ |
| 1948–80   | Regional | —        |              |
| 1980/81   | 3.ª      | 19.º     |              |
| 1981–86   | Regional | —        |              |
| 1986/87   | 3.ª      | 10.º     |              |
| 1987/88   | 3.ª      | 14.º     |              |
| 1988/89   | 3.ª      | 6.º      |              |
| 1989/90   | 3.ª      | 10.º     |              |
| 1990/91   | 3.ª      | 6.º      |              |
| 1991/92   | 3.ª      | 4.º      | 1.ª ronda    |
| 1992/93   | 3.ª      | 16.º     |              |
| 1993/94   | 3.ª      | 12.º     |              |
| 1994/95   | 3.ª      | 16.º     |              |
| 1995/96   | 3.ª      | 10.º     |              |
| 1996/97   | 3.ª      | 14.º     |              |
| 1997/98   | 3.ª      | 17.º     |              |

| Temporada | División    | Posición | Copa del Rey |
| --------- | ----------- | -------- | ------------ |
| 1998/99   | 3.ª         | 18.º     |              |
| 1999/00   | Terr. Pref. | 2.º      |              |
| 2000/01   | Terr. Pref. | 6.º      |              |
| 2001/02   | Terr. Pref. | 16.º     |              |
| 2002/03   | Terr. Pref. | 9.º      |              |
| 2003/04   | Terr. Pref. | 2.º      |              |
| 2004/05   | 3.ª         | 17.º     |              |
| 2005/06   | 3.ª         | 20.º     |              |
| 2006/07   | Terr. Pref. | 4.º      |              |
| 2007/08   | 3.ª         | 11.º     |              |
| 2008/09   | 3.ª         | 10.º     |              |
| 2009/10   | 3.ª         | 10.º     |              |
| 2010/11   | 3.ª         | 13.º     |              |
| 2011/12   | 3.ª         | 17.º     |              |
| 2012/13   | Terr. Pref. | 4.º      |              |
| 2013/14   | Terr. Pref. | 9.º      |              |
| 2014/17   | -           | -        |              |
| 2017/18   | 2.ª Auto.   | 14.º     |              |
| 2018/19   | 2.ª Auto.   | 1.°      |              |
| 2019/20   | 1.ª Auto.   | 5.º      |              |
| 2020/21   | Pref. Auto. | 4.º      |              |
| 2021/22   | Pref. Auto. | 12.º     |              |
| 2022/23   | 1.ª Auto    | 2º       |              |
| 2023/24   | 1.ª Auto    | 1º       |              |
| 24/25     | 3.ª         | 4.º      |              |

### Trayectoria
Línea de trayectoria en el campeonato de liga.
- Participaciones en Copa del Rey: 1
  - Mejor trayectoria: 1.ª ronda (1991-92)
- Temporadas en 3.ª: 21
  - Mejor puesto: 4.º (1991-92)
  - Peor puesto: 20.º (2005-06)
- Temporadas en Preferente Autonómica: 10
  - Mejor puesto: 2.º (1999-00)
  - Peor puesto: 16.º (2001-02)
- Temporadas en Primera Autonómica: 3
  - Mejor puesto: 2.º (2022-23)
  - Peor puesto: 5.º (2019-20)
- Temporadas en Segunda Autonómica: 2
  - Mejor puesto: 1.º (2018-19)
  - Peor puesto: 14.º (2017-18)

## Cantera
- El futbolista hispano-marroquí Nabil Touaizi nace en Santomera y comienza su trayectoria en las categorías inferiores del CF Santomera.[4] En 2014 se une al fútbol base del Valencia CF. El 31 de enero de 2017 firma por el Manchester City.[5] El 23 de septiembre de 2020 se marcha al Real Club Deportivo Espanyol B para jugar en la Segunda División B, logrando debutar en Primera División con el Real Club Deportivo Espanyol el 13 de agosto de 2022.[6][7]

- El futbolista español Guillermo Lozano comienza su trayectoria en las categorías inferiores del CF Santomera. Se une al fútbol base del Valencia CF en 2017. Posteriormente pasa por las categorías juveniles de Real Valladolid CF,  Elche CF y por Real Murcia Imperial, Real Murcia (debutando en Segunda RFEF), Mar Menor FC y el filial de Ucam Murcia CF, donde milita actualmente.[8]